# Friedrich Heck
Pour les articles homonymes, voir Heck.
Friedrich Ernst Heck (né le 1er octobre 1865 à Obermutschelbach et mort le 21 janvier 1939 à Alsfeld) est directeur et membre du Reichstag.

## Biographie
Heck étudie à l'école primaire d'Obermutschelbach et reçoit également des cours privés. Plus tard, il est allé à l'école préparatoire de Gengenbach et de là au séminaire II à Karlsruhe, où il passe le diplôme d'études secondaires en 1885. Après avoir enseigné pendant trois ans, il obtient un congé pour étudier l'agriculture, qu'il complète de 1888 à 1891 à l'Université agricole de Hohenheim. Après avoir terminé ses études, il travaille dans le cabinet, puis en Holstein, en Alsace-Lorraine et en Hesse en tant que professeur d'agriculture. À partir de 1908, il est directeur de l'école d'hiver grand-ducale agricole à Alsfeld en Haute-Hesse.
De 1912 à 1918, il est député du Reichstag pour la 3e circonscription du Grand-Duché de Hesse (Lauterbach (de), Alsfeld (de), Schotten (de)) avec le Parti national-libéral.